# دار الهدري
دار الهدري هي منزل يقع في مدينة تونس العتيقة تحديدا في نهج الكنز.

## التاريخ
يرجع تاريخ تشييد دار الهدري إلى القرن السابع عشر، ويتميز فناؤه بطلائه بالخشب المطعّم بالحجر الجيري.

## مقالات ذات صلة
- قصور مدينة تونس